# المدرج (همدان)

تعديل مصدري - تعديل

المدرج هي إحدى قرى عزلة ربع همدان بمديرية همدان التابعة لمحافظة صنعاء، يبلغ تعداد سكانها 211 نسمة حسب تعداد اليمن لعام 2004.